# Loi du 8 août 1893 relative au séjour des étrangers en France et à la protection du travail national
La loi du 8 août 1893 relative au séjour des étrangers en France et à la protection du travail national est une loi de la IIIe République visant à facilitant le décompte des étrangers et obligeant ceux-ci à payer pour pouvoir s'inscrire en mairie. Elle constitue un premier texte essentiel du droit des étrangers en France dans la mesure où elle définit l'étranger clandestin et promeut l'idéal d'un contrôle complet de ces populations sur le territoire national,,.

## Contexte et débats

### Débats
L'immigration est un thème présent dans le débat parlementaire notamment autour d'un thème essentiel : celui de la taxation des étrangers. Celle-ci est pensée comme une solution à un problème que les députés d'alors estimaient important : la concurrence que les étrangers feraient aux travailleurs français. Cette concurrence est cependant largement fantasmée et ne devient réellement un sujet de discours que grâce aux vagues de violences xénophobes, à l'importance des journaux d'extrême droite et à la fait-diversification du traitement de l'immigration en France. Cependant, les gouvernements successifs se sont opposés à toute forme de taxation des étrangers au nom des accords bilatéraux qui avaient pu être signés avec les différents pays d'origine des travailleurs immigrés (notamment la Belgique et l'Italie, à cette époque).
En 1886, une commission parlementaire réunie par le député Pradon trouve un compromis présenté dans un rapport, resté sous le nom de Rapport Pradon. Ce rapport propose une loi qui se ferait au nom de l'égalité entre les Français et les étrangers - en effet, les étrangers sont pensés comme ayant de moindres besoins d'argent (puisque ce seraient majoritairement des hommes seuls dont la famille est restée au pays) et comme bénéficiant d'exemption au service militaire les rendant plus compétitifs sur le marché du travail. Ces arguments légitiment, selon Pradon, l'application d'un taxe. Celle-ci ne peut cependant être appliquée immédiatement en raison des accords bilatéraux avec les pays d'origine de l'immigration. Il propose comme solution d'imposer une taxe indirecte applicable lorsque ceux-ci se déclarent en mairie. Cette proposition est retenue car elle répondait à une autre exigence, celle de Boulanger, ministre de la Guerre, qui faisait pression sur le ministère de l'Intérieur pour un dénombrement et un recensement des étrangers.

### Premier précédent
La loi du 8 août 1893 a été précédée par le décret du 2 octobre 1888 relatif aux étrangers résidant en France. Celui-ci prévoit que tout étranger non admis à domicile qui veut résider en France doit dans les quinze jours après son arrivée faire une déclaration d'identité en mairie de résidence avec des pièces justificatives, ce contre quoi il reçoit un récépissé gratuit. Toute infraction à ce décret relève de mesures de simple police. Cette mesure n'est réservée qu'aux hommes. Ce décret a pour principale différence avec la loi du 2 octobre 1893 que le récépissé est alors encore gratuit et que l'étranger a deux fois plus de temps pour venir en mairie, il prépare donc le terrain législatif favorable au vote de la loi.

## Contenu
La loi établit que tout étranger non admis à domicile et voulant exercer un métier dans une commune française doit faire une déclaration de résidence en mairie dans les huit jours après son arrivée dans la commune en question pour y justifier de son identité. La loi demande donc d'établir aussi un registre d'immatriculation des étrangers dont un extrait doit être remis à chaque déclarant moyennant les mêmes droits que pour une demande d'extrait d'état civil.
Les articles 2 et 3 prévoient des peines respectivement pour les employeurs ayant des étrangers non déclarés dans leur personnel et pour les étrangers, que ce soient ceux qui ne se sont pas déclarés ou ceux ayant fait de fausses déclarations. Elle prévoit pour les étrangers en situation irrégulière une amende comprise entre 50 et 200 francs. Quant à l'étranger déjà expulsé et revenant en France, celui-ci est menacé d'une peine de prison suivie d'un renvoi à la frontière.

## Conséquences

### Catégories juridiques
Cette loi constitue une rupture dans le droit des étrangers dans la mesure où elle crée la catégorie du « clandestin », celui ne disposant pas des papiers requis par la loi. En outre, elle crée la catégorie du « récidiviste », l'étranger expulsé revenu en France. Elle donne donc les moyens légaux et pratiques - notamment par le biais du registre - d'accroître le contrôle des populations immigrées en France. En outre, cette loi est un premier pas dans la distinction juridique entre le travailleur immigré et l'étranger non travailleur.

### Pratiques administratives
La loi de 1893 a pour conséquence qu'elle oblige les étrangers à avoir une identité fixée par l'écriture. Les maires doivent donc noter le passage de tous les étrangers sur l'espace de leur commune et en informer le ministère de l'Intérieur à partir du décret de 1888. Ceci a permit une centralisation des informations ainsi qu'une uniformisations des formulaires permettant un traitement statistique efficace des populations étrangères présentes sur le territoire.